# Heterosentis plotosi
Heterosentis plotosi is een soort haakworm uit de familie Arhythmacanthidae. De wetenschappelijke naam van de soort werd voor het eerst geldig gepubliceerd in 1935 door Yamaguti als Arhythmacanthus plotosi.